# Liste des épisodes de Flashpoint

Cet article présente la liste des épisodes de la série télévisée canadienne Flashpoint.

## Première saison (2008-2009)
1. Scorpion (Scorpio)
2. Un cœur pour deux (First In Line)
3. Le Facteur humain (The Element of Surprise)
4. Pour le meilleur et pour le pire (Asking For Flowers)
5. Indemnités compensatoires (Who’s George)
6. Règlement de comptes (Attention Shoppers)
7. Frères de sang (He Knows His Brother)
8. Un coupable à tout prix (Never Kissed a Girl)
9. Paradis perdus (Planets Aligned)
10. Les Fantômes du passé (Eagle Two)
11. Le Mauvais Rôle (Backwards Day)
12. Retraite impossible (Haunting the Barn)
13. État de guerre (Between Heartbeats)

## Deuxième saison (2009)
1. L’heure des comptes (Business As Usual)
2. La forteresse (The Fortress)
3. Justice aveugle (Clean Hands)
4. Amis pour la vie (Aisle 13)
5. Sans famille (Perfect Family)
6. Cas de conscience (Remote Control)
7. Panique au lycée (Perfect Storm)
8. La dernière danse (Last Dance)
9. Un témoin gênant (Exit Wounds)
10. Terrain miné (One Wrong Move)
11. Une étrange ressemblance (Never let you down)
12. Rédemption (Just a Man)
13. Guerre parentale (Custody)
14. Mauvaises ondes (Coming To You Live)
15. La ferme (The Farm)
16. Le protecteur (You Think You Know Someone)
17. Le Bon Samaritain (The Good Citizen)
18. Rendez-vous de l’autre côté (Behind the Blue Line)

## Troisième saison (2010-2011)
1. Un amour inconditionnel (Unconditional Love)
2. Un nouveau départ (Severed Ties)
3. Police contre milice (Follow the Leader)
4. Quoi qu'il en coûte (Whatever It Takes)
5. Une affaire personnelle (The Other Lane)
6. L'enfant fantôme (Jumping at Shadows)
7. Variable d'ajustement (Acceptable Risk)
8. Double peine (Collateral Damage)
9. Désespoir de cause (Thicker Than Blood)
10. Paranoïa ambiante (Terror)
11. Engrenage mortel (No Promises)
12. Ce n'est jamais l'amour qui vous tue (I'd Do Anything)
13. Lignes de faille (Fault Lines)

## Quatrième saison (2011)
1. Un homme traqué (Personal Effects)
2. Un bon flic (Good Cop)
3. Braquages en direct (Run, Jaimie, Run)
4. Alerte enlèvement (Through A Glass Darkly)
5. Dérapage (The Better Man)
6. Un jour dans une vie (A Day in the Life)
7. Onde de choc (Shockwave)
8. Question de courage (The War Within)
9. Le prix des affaires (The Cost of Doing Business)
10. Quitte ou double (Wild Card)
11. Représailles (A New Life)
12. Détournement (Grounded)
13. Résistance (A Call To Arms)
14. La parole libérée (Team Player)
15. Ambition contrariée (Day Game)
16. Contre son camp (Blue on Blue)
17. Contamination (Priority of Life)
18. Le poids des années (Slow Burn)

## Cinquième saison (2012)
La série a été renouvelée en juin 2011 pour une cinquième et dernière saison, avant même la diffusion de la quatrième saison, comptant 13 épisodes et diffusée à partir du 20 septembre 2012.
1. Maintenir l'ordre (Broken Peace)
2. Jamais sans mon fils (No Kind of Life)
3. Changer les choses (Run to Me)
4. Un œil sur tout (Eyes In)
5. Tel père... (Sons of the Father)
6. Guerre de bikers (Below the Surface)
7. Impossible d'oublier (Forget Oblivion)
8. Soldat solitaire (We Take Care of Our Own)
9. Du bon côté de la loi (Lawmen)
10. A l'écart du monde (A World of Their Own)
11. Prise de conscience (Fit for Duty)
12. Le plus beau jour... (Keep the Peace - Part 1)
13. Contre la montre (Keep the Peace - Part 2)